# Nasidius minax
Nasidius minax är en insektsart som först beskrevs av Louis Albert Péringuey 1916.  Nasidius minax ingår i släktet Nasidius och familjen Anostostomatidae. Inga underarter finns listade i Catalogue of Life.